# Spaldwick
Spaldwick est une paroisse civile et un village du Cambridgeshire, en Angleterre.